# (2164) Lyalya
(2164) Lyalya (1972 RM2; 1949 QF1; 1953 FJ; 1955 RW; 1955 SB2; 1976 GO7) ist ein Asteroid des äußeren Hauptgürtels, der am 11. September 1972 vom russischen Astronomen Nikolai Stepanowitsch Tschernych am Krim-Observatorium in Nautschnyj (IAU-Code 095) entdeckt wurde. Der Asteroid gehört zur Themis-Familie, einer Gruppe von Asteroiden, die nach (24) Themis benannt wurde.

## Benennung
(2164) Lyalya wurde nach Elena „Lyalya“ Konstantinova Ubijvovk (1918–1942), einer Astronomiestudentin der Universität Charkiw benannt, der mit anderen im Deutsch-Sowjetischen Krieg (auch „Großer Vaterländischer Krieg“ genannt) umgekommen war.